# Stylisma
Die Stylisma sind eine Pflanzengattung aus der Familie der Windengewächse (Convolvulaceae). Sie besteht aus sechs Arten, die ausschließlich in den temperierten Gebieten Nordamerikas vorkommen.

## Beschreibung

### Vegetative Merkmale
Stylisma sind ausdauernde, niederliegende oder rankende Kletterpflanzen, die meist krautig oder selten als Halbstrauch wachsen. Sie treiben jährlich aus der Basis der vorjährigen Stängel und Kronen oder aus unterirdisch verlaufenden, verzweigten Stämmen neu aus. Die Wurzeln sind dünn, bilden keine Knollen und sind nur an ihrem Ursprung leicht verdickt, sie dringen tief in den Boden ein. Die Stängel besitzen einen drehrunden Querschnitt und sehr dünn bis dicht filzig mit zweiarmigen, anliegenden Trichomen besetzt, diese sind hellgrün, hellbraun, grau oder silberig gefärbt.
Die Laubblätter sind kurz gestielt oder aufsitzend. Die Blattspreite ist ganzrandig und die Form ist schmal elliptisch, schmal langgestreckt, langgestreckt-elliptisch, schmal linealisch-lanzettlich, linealisch oder von diesen Formen abgewandelt. Die Basis ist abgestumpft, zugespitzt, sich verjüngend oder leicht herzförmig. Die Spitze ist zugespitzt, stumpf, schwach spitz zulaufend oder stumpfspitzig. Die Blattfläche ist unbehaart, mit einzelnen Trichomen besetzt oder leicht bis dicht filzig behaart. Die Trichome bestehen aus einer kurzen Stielzelle und einer zweiarmigen Zelle an der Spitze. Sie sind anliegend und können sehr fein und weich bis lang und fest sein, sie sind silbergrau, weißlich oder bräunlich gefärbt.

### Blütenstände und Blüten
Die Blütenstände stehen in den Achseln und sind gestielt. Es sind entweder einfache oder zusammengesetzte dichasiale (zweigabelige) Zymen aus einer bis sieben (gelegentlich auch bis zwölf) Blüten. Die Blütenstiele sind meist so lang wie die Laubblätter, können aber auch länger sein. Am Verbindungspunkt zwischen Blütenstandsstiel und Blütenstiel stehen nahezu gegenständig zwei schuppen- oder laubblattartige Tragblätter, die gleich groß oder nahezu gleich groß sind. 
Die Kelchblätter sind krautig oder leicht lederig. Meist stehen sie frei voneinander, können aber auch an der Basis miteinander verwachsen sein. Ihre Form ist oval oder breit lanzettlich, sie sind gleich lang oder nahezu gleich lang, ihre Spitze ist zugespitzt, spitz zulaufend oder abgestumpft, der Rand ist bewimpert oder ganzrandig. Die Außenseite ist unbehaart oder mit anliegenden Trichomen filzig behaart. Die Krone ist trichterförmig oder mit einer kurzen Kronröhre glockenförmig, der Rand ist ganzrandig oder nur schwach gelappt. Meist ist die Krone weiß gefärbt, gelegentlich ist sie jedoch auch lavendelfarben, rot oder rosa. Entlang der Mitte der Kronblätter sind diese von außen rauhaarig, die Trichome sind zweiarmig, wobei ein längerer Arm Richtung der Kronblattspitzen zeigt und der kürzere Arm gelegentlich auch nicht zu erkennen ist. In der Knospe ist die Krone gefaltet.
Die Staubblätter stehen nicht oder nur teilweise über die Krone hinaus. Die Staubfäden sind gerade, ungleich oder nahezu gleich lang, auf der dorsiventralen Seite abgeflacht und zur Basis hin verbreitert. Meist sind sie kürzer als die Griffel. Die Basis der Staubfäden ist oftmals filzig behaart, gelegentlich jedoch auch ganz unbehaart. Die Staubbeutel sind meist rückseitig fixiert, gelegentlich scheinen sie auch an der Basis fixiert zu sein, sie öffnen sich durch Längsschlitze. Der Fruchtknoten ist zweiblättrig und zweikammerig, rauhaarig oder filzig mit zweiarmigen Trichomen besetzt, wobei beide Arme zur Öffnung der Krone weisen. Der Fruchtknoten ist von einem basalen Blütenboden umgeben. In jedem Fruchtknotenfach befinden sich zwei Samenanlagen. Die Griffel stehen nahezu frei oder sind teilweise miteinander verwachsen und stehen nicht oder nur teilweise über die Krone hinaus. Die einzelnen Griffeläste sind nahezu gleich lang bis ungleich lang, die Griffelbasis kann deutlich ausgeprägt oder kaum vorhanden sein und ist an der Frucht oftmals als beständiger Schnabel vorhanden. Die Narben sind eingedrückt köpfchenförmig, nur selten schildförmig und nahezu kugelförmig.

### Früchte und Samen
An den Kapselfrüchten befinden sich die beständigen Kelchblätter. Die Kapsel ist klappig und dünnwandig, sie enthält einen bis vier Samen. Diese sind bräunlich, glatt, oval oder grob dreieckig und dann an der Basis abgerundet. Oftmals sind sie von einem dünnen Häutchen umgeben, das einen reduzierten Arillus darstellt. Die Keimblätter sind dünn, schmal, stark zweigespalten und zweimal zur Keimwurzel hin gefaltet.

## Vorkommen und Standorte
Alle Arten der Gattung Stylisma kommen  ausschließlich in den temperierten Gebieten Nordamerikas vor. Das Verbreitungsgebiet reicht von New Jersey, Illinois und Iowa im Norden bis nach Florida und Texas im Süden.
Die Standorte sind Küsten- und Binnenlandebenen, wo die Arten in trockenen, sandigen Kiefern-Beständen und -gebüschen, in Dünengebüschen, in Eichen-Kiefern-Wäldern, auf Lichtungen oder in der Prärie wachsen. Gelegentlich findet man sie auch in mittelfeuchten Wäldern und an Flussufern, seltener an Rändern von Seen und Teichen.

## Systematik

### Äußere Systematik
Innerhalb der Familie der Windengewächse wird die Gattung Stylisma in die Tribus Cresseae eingeordnet. Ebenfalls in dieser Tribus befindet sich die nahe verwandte Gattung Bonamia, zu der die Stylisma von einigen frühen Autoren gerechnet wurden. Phylogenetische Untersuchungen zeigten, dass die Gattung Bonamia nicht monophyletisch ist und zwei bislang zu dieser Gattung gezählte Arten eine Schwesterklade zu den Stylisma bilden.

### Innere Systematik
Innerhalb der Gattung werden sechs Arten unterschieden, wovon zwei Arten wiederum in jeweils zwei Unterarten beziehungsweise Varietäten unterteilt werden:
- Stylisma abdita T. Myint: Sie kommt in Florida vor.[2]
- Stylisma aquatica (Walt.) Raf.: Sie kommt von den südöstlichen Vereinigten Staaten bis ins südöstliche Texas vor.[2]
- Stylisma humistrata (Walt.) Chapm.: Sie kommt von den südöstlichen Vereinigten Staaten bis ins östliche Texas vor.[2]
- Stylisma patens T. Myint. Mit den Unterarten, die beide in den südöstlichen Vereinigten Staaten vorkommen[2]:
  - Stylisma patens subsp. patens
  - Stylisma patens subsp. angustifolia (Nash) T. Myint
- Stylisma pickeringii (Torr. ex M. A. Curtis) A. Gray. Mit den Varietäten:

- Stylisma pickeringii var. pickeringii: Sie kommt von New Jersey bis zu den südöstlichen Vereinigten Staaten vor.
- Stylisma pickeringii var. pattersonii (Fern. & Schub.) T. Myint: Sie kommt von den zentralen Vereinigten Staaten bis ins nordwestliche Louisiana vor.

- Stylisma villosa (Nash) House: Sie kommt vom südöstlichen Texas bis Florida vor.[2]